# Jerónimo Corte-Real
Jerónimo Corte-Real est un poète portugais, mort vers 1592. 
La poésie, la peinture et la musique occupèrent ses jeunes années. Il servit ensuite avec le grade de capitao-mor (chef d’escadre) sur les flottes portugaises, explora les mers des Indes vers l’an 1571, se retira dans ses terres d’Évora après l’invasion espagnole et y passa le reste de sa vie dans une retraite absolue, uniquement occupé de peinture et de poésie. 
Le poème auquel il doit sa renommée posthume a pour sujet l’histoire poignante du naufrage et de la mort de Manoel Souza de Sepulveda et de son épouse sur la côte d’Afrique. Imprimé après sa mort, en 1594, ce poème a été traduit en français par M. Ortaire Fournier (Paris, 1848). Cortereal avait lui-même publié un poème sur le siège de Diù (1574), et une sorte d’épopée, l’Austriada (1578), écrite en vers espagnols, et relative à la victoire de Lépante.

## Source
« Jerónimo Corte-Real », dans Pierre Larousse, Grand dictionnaire universel du XIXe siècle, Paris, Administration du grand dictionnaire universel, 15 vol., 1863-1890 [détail des éditions].